# سعيد بن حمد الحارثي
سعيد بن حمد الحارثي هوسعيد بن حمد بن سليمان بن حميد بن عبد الله الحارثي الزهراني الأزدي فقيه وأديب عُماني، ولد في المضيرب يوم 13 رجب سنة 1346هـ، وترتيبه بين إخوته الثالث، ختم القرآن الكريم في السادسة من عمره وحفظ أغلبه عن ظهر قلب، كما حفظ الأراجيز والأشعار الكثيرة والمغازي.
وقد لقّبه أحمد بن حمد الخليلي بـ «شبيه الصحابة» لما اتسم به من حسن الخلق وغزارة العلم، وقد عرف عن الشيخ بحبّه لضيوفه وطلابه فقد كان يستقبلهم ببشاشة الوجه وكرم الضيافة.

## نشأته
وأول من درس على يديهم الشيخ يزيد بن خالد بن الوليد البوسعيدي من بلدة منح ثم الشيخ سعود بن سليمان بن جمعة الكندي من مدينة نزوى ثم الشيخ سعيد بن راشد بن سيف الحارثي من المضيرب.
وبعد ذلك بدأ يدرس الفرائض وقد كان أستاذه في هذا الفن الشيخ ناصر بن سيف البطاشي وقد بقي معه مدة طويلة، أما أغلب ما حصله من العلم فكان حسب قوله من الشيخ ناصر بن سعيد النعماني حيث لازمه عشرين عاما، كما تتلمذ على يدي الشيخ ناصر بن حميد الراشدي من سمد الشأن وقد اكتسب الكثير من العلم والخبرة من كلا الشيخين والشيخ محمد بن سالم الحارثي.

## أعماله
بعد ستة شهور من بدء العهد الجديد للسلطنة، وتولى السلطان قابوس مقاليد الحكم في البلاد عين واليا على المنطقة الشرقية وكانت تشمل آنذاك توابع المضيرب وإبرا ووادي نام.
ثم نقل واليا على الرستاق وكان ذلك سنة 1391هـ فبقي تسعة عشر شهرا ثم التحق بوزارة التربية والتعليم وعين مشرفا على الجوامع التعليمية وذلك سنة 1975م ثم انتقل ليتولى رئاسة جهاز التربية الإسلامية في نفس الوزارة ثم انتقل إلى وزارة الأوقاف والشؤون الإسلامية وعين مساعدا لمدير الشؤون الإسلامية، وفي ذلك العام عام 1396هـ ترأس بعثة الحج العمانية كما ترأسها في الأعوام التالية حتى عام 1400هـ.
وفي سنة 1398 عين مديرا للشؤون الإسلامية وفي سنة 1400هـ عين مديرا لمعهد القضاء والإمامة والخطابة، وفي هذا المعهد ربى جيلا عرف بالتقوى والزهد والورع وفي سنة 1406هـ أحيل للتقاعد بعد سنوات من الجد والاجتهاد، فشغل وقته بالتأليف والتفسير وتعليم طلبة العلم الذين استمروا بالتوافد إليه بكثافة، فلا تجد مجلسه يخلو منهم أبداً.

## إنتاجه العلمي
له دور بارز في مجال التأليف وقد أثرى المكتبة العربية بأكثر من عشرة مؤلفات، ويتسم أسلوبه بالبساطة وعدم التكلف كما يتخلله بعض النوادر والطرف، ونذكر فيما يلي أسماء بعض مؤلفاته الشهيرة:
1- (إزاحة الأغيان عن لغة أهل عمان).
2- (غرس الصواب في قلوب الأحباب).
3- سيرة ذاتية بعنوان (حياتي).
4- تلخيص كتابي نتائج الأقوال والمعارج للشيخ نور الدين السالمي.
5- (الصيب من حكم أبي الطيب).
6- له بعض (الرسائل الصغيرة عن غزوات الرسول صلى الله عليه وسلم).
7- اللؤلؤ الرطب
8- زهر الربيع في السعي لإرضاء الجميع
9- عبر وذكريات من أدب الرحلات
كما أنه ينشد الشعر وأسلوبه عذب للغاية ومما قاله في وصف البيئة والطبيعة هذه الأبيات:
أرقت خليلي لشيء خطر على القلب غبّ مضى السمر
غزال أهيم إلى وجهه وأفنى حظوظي في وجهه
ومالي وجه سوى وجهه لمن مطلع الشمس من وجهه
ومن فمه قد يريك الدرر

## وفاته
توفي 9 ربيع الآخر 1429 / 9 أبريل 2009 م في مسقط، ونعاه الكثير من أدباء وعلماء السلطنة، منهم الشيخ سعيد بن خلف الخروصي مساعد المفتي العام للسلطنة سابقاً، وأخيه الشيخ أحمد بن حمد بن سليمان الحارثي، والشيخ مسعود بن محمد المقبالي والكثير من محبي الشيخ وطلابه.